# 정평천
정평천(亭坪川)은 경기도 용인시 수지구 신봉동 형제봉 동남측 서봉골(棲鳳)에서 발원하여 성복천으로 흘러드는 지방하천이다. 정평천은 이 지역의 본류(本流)인 단국대학교 법화산에서 발원하는 탄천(炭川)과 합수되어 유역을 형성하고 아래에서 위로 흐르는 한강(漢江)의 수계가 된다. 신봉동 구간을 신봉천(新鳳川), 풍덕천동, 죽전동 구간을 풍덕천(新鳳川)와 풍덕내(豊德來)로 불렀다.

## 역사
원래 정평천 북서쪽 주변에는 해발 150m 내외의 신방지봉, 안산, 장구백이 등의 야산이 있고, 이 야산의 계곡에서 여러 하천이 발원하였다. 그리고 남동쪽은 저평한 평지로 정자들·무지니들·벌발들·새말들·안산넘어들·작은분숫골 등의 들판이 있었으나 현재는 택지개발로 옛 자취가 없어졌다.
정평천이 흐르는 풍덕천동(豐德川)은 과거 삼남대로에 속했으며 옛 수지면의 중심지였다. 원래 정평천 주변에는 풍덕내·문정·죽절·방축골·정자들·토월·새말·정평 등의 자연 마을이 있었으나 수지지구 택지 개발 사업에 의해서 풍덕내(豐德來)의 옛 자취는 흔적도 없어졌다. 그나마 임진산성(壬辰山城) 주위로 물의 범람을 막기 위해 방축이 세워진 방축골 일대에 토월초등학교 토월정자(吐月亭子)가 있어 옛 지명의 일단을 유추해 볼 수 있으며, 토월공원에는 수령 10~100년 된 느티나무 군이 있어 옛 흔적을 찾아 볼 수 있다.

## 명칭 유래
- 포은(정몽주) 선생이 선죽교에서 이방원이 보낸 자객 조영규에게 피살된 뒤 경기도 풍덕군(豐德郡, 현 개풍군 일부)에 일시 매장되었다가 뒤에 고향인 경상북도 영천으로 천묘하고자 하였다. 1411년 포은 정몽주의 면례 행렬이 옛 수지읍 풍덕리에 이르자 면례 행렬 앞에 세웠던 명정이 바람에 날려 떨어졌고 사람들이 명정을 쫓아가 주위 형세를 보니 명당자리라 하여 포은의 무덤을 그곳에 쓴 후, 면례 행렬이 있었던 수지읍 풍덕리를 죽절(竹節)로도 불렀다. 후에 '풍덕천(豐德川)'의 지명은 음운변화를 일으켜 ‘죽전(竹田)'으로 불리게 된다. 기록에는 삼남대로(三南大路)인 죽절(竹節)에 홀연히 명정이 하늘로 높이 날아가 이곳에 포은 정몽주의 면례 행렬이 처음 왔던 곳이라 하여 풍덕래(豐德來) 또는 이장하는 도중 명정이 날아오른 곳에서 풍덕(豐德), 풍덕천(豐德川)으로 표기되어 있다. 지금의 묘소 자리는 모현읍 능원리 문수산 하단이라 하며, 명정이 날아오른 풍덕천(豐德川) 지역은 뒷날 죽절(竹節)이라 이름하였다.

- 남쪽으로 길을 떠나고자 하면 포은의 상여가 움직이지 않아 할 수 없이 명정이 떨어진 곳으로 가자는 뜻이라 하여 그쪽으로 발길을 돌리자 상여가 움직였고 그래서 죽절(竹節)에 장사를 지냈다고 한다. 용인과는 아무런 인연도 없는 이곳에 포은 정몽주의 유택이 마련되었다는 것이다. “풍덕에서 오신다”라고 하여 풍덕래(豊德來)라고 한 것을 1914년 지명 표기 작업을 할 때 ‘올 래(來)’자를 ‘내 천(川)’자로 음운변화가 일어나 풍덕천(豊德川)이라 하였다고 한다. 하지만 풍덕천이 물이 깊어 명주 한 필이 다 들어갔는데 임진왜란 때 왜적이 풍덩풍덩 빠져죽어 풍덩 내(川)라고 하던 것이 풍덕이 되었다는 구전이 존재한다.[2]

## 같이 보기
- 풍덕천동
- 죽전동
- 신봉동
- 용인 임진산성

## 참고 자료
- 「영남대로」, 경부고속도로와 만나는 수지, 신정일 저, 휴머니스트(2007년, 311~312p)